# Ликийци
Ликийците (на гръцки: Λύκιοι) са древна народност обитавала югозападното крайбрежие на Мала Азия през първото хилядолетие пр.н.е. Обитаваната от тях територия придобила названието Ликия. Някои историци ги отъждествяват с термилите – преселници от Крит. Били асимилирани частично от елините и от персите.
Ликийският език спада към анатолийските езици и е приемник на лувийския.
Според останалите ликийски барелефи, ликийците съхранявали във високи и труднодостъпни скални гробници костите на умрелите, както това е видно от снимките от находките в Мира. Начинът на погребване на мъртвите не издава индоевропейския или не произход на ликийците, предвид на разпространената семитска практика на кремиране.
Херодот споменава особения обичай на ликийците да вземат името на майката вместо на бащата. Страбон от друга страна, споменава „троянски ликийци“ и предполага, че са различни от термилите, споменати от Херодот.

## Галерия
- Изсечени в скалата гробници в Мира.
- Трудно различими отдолу барелефи.
- Войн и син, който наследява щита на баща си.
- Погребална церемония.